# كولن كوبر
كولن كوبر (بالإنجليزية: Colin Cooper)‏ (28 فبراير 1967 دورهام، إنجلترا المملكة المتحدة - ) هو لاعب كرة قدم بريطاني يلعب كمدافع.

## مسيرته الكروية
لعب كولن كوبر خلال مسيرته الاحترافية مع 4 أندية في اثنين وعشرين موسمًا وسجل خلالها 37 هدفًا ضمن 606 مباراة. ولم يفز بأي موسم بالكأس أو بالدوري.
خاض كولن كوبر مسيرته مع نادي ميدلزبره في موسم 1985–86 في المرة الأولى ليلعب معه أربعة مواسم ثم في موسم 1998–99 ليلعب معه ثمانية مواسم ثم في موسم 2004–05 ولمدة موسمين، مشاركًا طوالها في 346 مباراة سجل خلالها 11 هدفًا. ثم انتقل إلى نادي ميلوول في موسم 1991–92 ولمدة موسمين، حيث شارك في 77 مباراة سجل خلالها 6 أهداف. لينتقل بعدها إلى نادي نوتينغهام فورست في موسم 1993–94 ليلعب معه خمسة مواسم، مشاركًا في 180 مباراة سجل خلالها 20 هدف. ثم انتقل إلى نادي سندرلاند في موسم 2003–04 لمدة موسم واحد، مشاركًا في 3 مباريات ولم يسجل أي هدف.

## روابط خارجية
- كولن كوبر على موقع قاعدة بيانات كرة القدم.إي يو (الإنجليزية)
- كولن كوبر على موقع ناشيونال فوتبول تيمز (الإنجليزية)
- كولن كوبر على موقع Soccerbase.com (لاعب) (الإنجليزية)
- كولن كوبر على موقع عالم كرة القدم.نت (الإنجليزية)